# A magyar labdarúgó-válogatott mérkőzései 2009-ben
A magyar labdarúgó-válogatott 2009-ben 9 mérkőzést játszott. A program nagy részét a világbajnoki selejtezők tették ki, emellett játszott a csapat néhány barátságos mérkőzést is. Az év során a szövetségi kapitány a 2008-ban kinevezett Erwin Koeman volt. A válogatott a világbajnokság selejtezőjében az utolsó négy mérkőzésből hármat elveszítve a csoportjában a 4. helyen végzett, így nem jutott ki a dél-afrikai világbajnokságra.

## Eredmények
Barátságos mérkőzés
| 838. mérkőzés 2009. február 11. 18:00 (CET) | Izrael                  | 1 – 0                           | Magyarország | Ramat Gan Stadion, Ramat Gan Nézőszám: 9211 Játékvezető: Borski (lengyel) |
| 838. mérkőzés 2009. február 11. 18:00 (CET) | Benajun 76' Ben Haim 7' | (0 – 0) (Jegyzőkönyv) Részletek | Juhász 48'   | Ramat Gan Stadion, Ramat Gan Nézőszám: 9211 Játékvezető: Borski (lengyel) |

2010-es labdarúgó-világbajnokság-selejtező
| 839. mérkőzés 2009. március 28. 20:30 (CET) | Albánia                      | 0 – 1                           | Magyarország                                     | Qemal Stafa Stadion, Tirana Nézőszám: 19 000 Játékvezető: Kuipers (holland) |
| 839. mérkőzés 2009. március 28. 20:30 (CET) | Cana 13' Duro 67' Dallku 75' | (0 – 1) (Jegyzőkönyv) Részletek | Torghelle 38' Vanczák 37' Dárdai 68' Halmosi 79' | Qemal Stafa Stadion, Tirana Nézőszám: 19 000 Játékvezető: Kuipers (holland) |

2010-es labdarúgó-világbajnokság-selejtező
| 840. mérkőzés 2009. április 1. 19:00 (CET) | Magyarország                                         | 3 – 0                           | Málta      | Puskás Ferenc Stadion, Budapest Nézőszám: 35 800 Játékvezető: Szuhina (orosz) |
| 840. mérkőzés 2009. április 1. 19:00 (CET) | Hajnal 7' Gera 80' Juhász 90+4' Bodnár 8' Juhász 49' | (1 – 0) (Jegyzőkönyv) Részletek | Mifsud 16' | Puskás Ferenc Stadion, Budapest Nézőszám: 35 800 Játékvezető: Szuhina (orosz) |

Barátságos mérkőzés
| 841. mérkőzés 2009. augusztus 12. 20:00 (CEST) | Magyarország                      | 0 – 1                           | Románia              | Puskás Ferenc Stadion, Budapest Nézőszám: 14 000 Játékvezető: Vnuk (szlovák) |
| 841. mérkőzés 2009. augusztus 12. 20:00 (CEST) | Fehér 85' Juhász 88' Rudolf 90+1' | (0 – 1) (Jegyzőkönyv) Részletek | Ghioane 42' Neşu 84' | Puskás Ferenc Stadion, Budapest Nézőszám: 14 000 Játékvezető: Vnuk (szlovák) |

2010-es labdarúgó-világbajnokság-selejtező
| 842. mérkőzés 2009. szeptember 5. 20:00 (CEST) | Magyarország                              | 1 – 2                           | Svédország                                              | Puskás Ferenc Stadion, Budapest Nézőszám: 42 000 Játékvezető: Rizzoli (olasz) |
| 842. mérkőzés 2009. szeptember 5. 20:00 (CEST) | Huszti 79' (11-esből) Dárdai 31' Gera 81' | (0 – 1) (Jegyzőkönyv) Részletek | Mellberg 9' Ibrahimović 90+3' Svensson 22' Mellberg 81' | Puskás Ferenc Stadion, Budapest Nézőszám: 42 000 Játékvezető: Rizzoli (olasz) |

2010-es labdarúgó-világbajnokság-selejtező
| 843. mérkőzés 2009. szeptember 9. 20:45 (CEST) | Magyarország            | 0 – 1                           | Portugália                 | Puskás Ferenc Stadion, Budapest Nézőszám: 42 000 Játékvezető: Lannoy (francia) |
| 843. mérkőzés 2009. szeptember 9. 20:45 (CEST) | Tóth B. 50' Halmosi 90' | (0 – 1) (Jegyzőkönyv) Részletek | Pepe 10' Pepe 69' Duda 77' | Puskás Ferenc Stadion, Budapest Nézőszám: 42 000 Játékvezető: Lannoy (francia) |

2010-es labdarúgó-világbajnokság-selejtező
| 844. mérkőzés 2009. október 10. 20:45 (UTC+1) 21:45 (CEST) | Portugália                | 3 – 0                           | Magyarország | Estádio da Luz, Lisszabon Nézőszám: 50 115 Játékvezető: Hamer (luxemburgi) |
| 844. mérkőzés 2009. október 10. 20:45 (UTC+1) 21:45 (CEST) | Simão 18' 79' Liédson 74' | (1 – 0) (Jegyzőkönyv) Részletek |              | Estádio da Luz, Lisszabon Nézőszám: 50 115 Játékvezető: Hamer (luxemburgi) |

2010-es labdarúgó-világbajnokság-selejtező
| 845. mérkőzés 2009. október 14. 20:45 (CEST) | Dánia                             | 0 – 1                           | Magyarország | Parken Stadion, Koppenhága Nézőszám: 36 956 Játékvezető: Meyer (német) |
| 845. mérkőzés 2009. október 14. 20:45 (CEST) | Moller-Christensen 20' Jensen 78' | (0 – 1) (Jegyzőkönyv) Részletek | Buzsáky 35'  | Parken Stadion, Koppenhága Nézőszám: 36 956 Játékvezető: Meyer (német) |

Barátságos mérkőzés
| 846. mérkőzés 2009. november 14. 20:45 (CET) | Belgium                                                          | 3 – 0                           | Magyarország                         | Jules Ottenstadion, Gent Játékvezető: Piccirillo (francia) |
| 846. mérkőzés 2009. november 14. 20:45 (CET) | Fellaini 39' Vermaelen 55' Mirallas 61' (11-esből) De Roover 72' | (1 – 0) (Jegyzőkönyv) Részletek | Halmosi 58' Juhász 60' Torghelle 65' | Jules Ottenstadion, Gent Játékvezető: Piccirillo (francia) |